# Hattingen (Nadrenia Północna-Westfalia)
Hattingen – miasto w Niemczech, w kraju związkowym Nadrenia Północna-Westfalia, w rejencji Arnsberg, w powiecie Ennepe-Ruhr. W 2010 liczyło 55 510 mieszkańców.

## Kultura
- Caliban - grupa muzyczna